# Christian Michelides

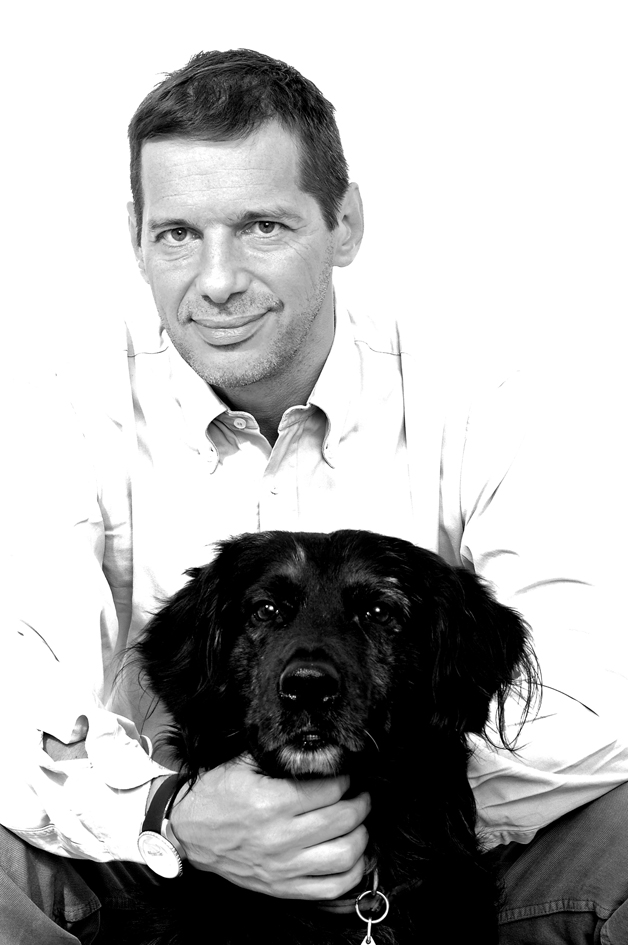
Christian Michelides

Christian Michelides (nacido el 19 de julio de 1957 en la ciudad de Graz) es un psicoterapeuta y fotógrafo austriaco. El dirige el Lighthouse Wien.

## Vida y obra
1973 comienza Christian Michelides a trabajar como crítico de opera en el periódico provincial Südost Tagespost. En el año 1975 luego de asistencias de dirección en obras de Eugene Ionesco y Thomas Bernhard en el teatro nacional austriaco, el Burgtheater absuelve en 1978 su certificado de educación secundaria. Luego estudia en Milán, Viena y Nueva York, dirección teatral, historia del arte, filosofía y ciencia del teatro. Paralelamente publica en columnas austriacas y medios italianos.
En los 80 perteneció a los primeros empleados de la revista espíritu de una época WIENER. Trabaja en la agencia de publicidad GGK Wien y en marketing para los relojes Swatch en Biel. Además organiza el un sinnúmero de exposiciones con sus correspondientes catálogos. Presenta un listado de jóvenes fotógrafos americanos - Robert Mapplethorpe, Joel-Peter Witkin, Marcus Leatherdale y Todd Watts - por primera vez en Europa.
A los comienzos de los años 90 trabaja como periodista de investigación para la revista FORVM y otros medios.
Michelides descubre la participación de Thomas Bernhard en el partido conservador llamado Bauernbund, la colaboración de Rudolf Augstein en la revista nazi Völkischer Beobachter, la suspensión secreta del premio Grillparzer por parte de la Academia de las Ciencias Austriaca así también como la admiración hacia Hitler en sus comienzos por la por ese tiempo famosa escritora Gertrud Fussenegger. Él investigó y documentó las grandes ambiciones alemanas del comerciante de cereales y fundador Alfred Toepfer y su cercanía hacia Joseph Goebbels. Los premios expansionistas de cultura de Toepfer tendrían como objetivo principal el formar una fortaleza intelectual en todo el imperio alemán.

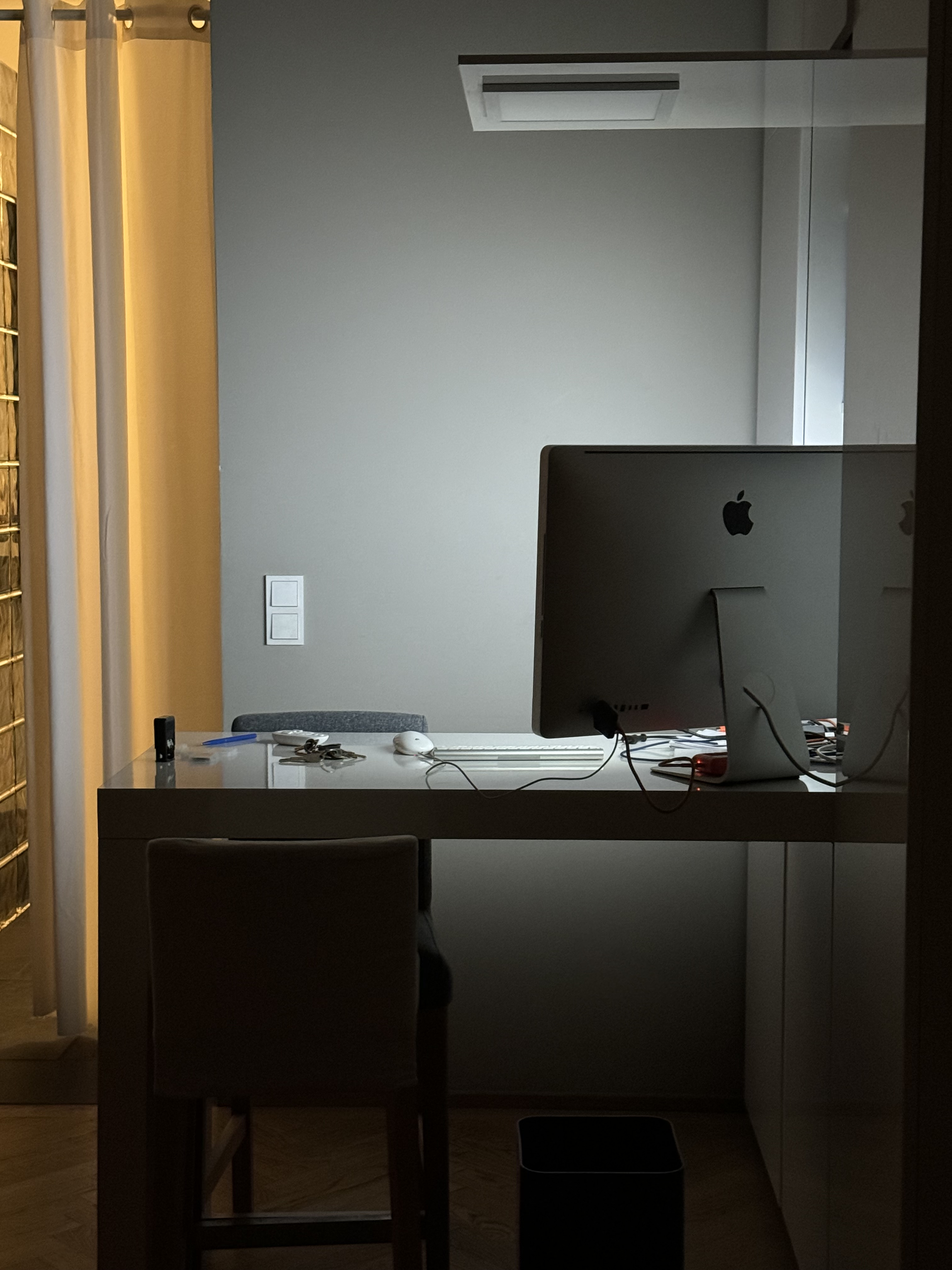
Lugar de trabajo en Viena

A partir de 1994 su trabajo toma otra dirección, activista por los derechos humanos y minorías. En 1995 concibe Michelides el primer Tribunal internacional de los derechos humanos, el cual fue dirigido por la activista del medio ambiente Freda Meissner-Blau y Gerhard Oberschlick, el editor de la revista FORVM. Michelides actúa como acusador principal. El tribunal dura cuatro días y demanda la persecución de lesbianas, gais, bisexuales y personas del transgénero. Él funda la iniciativa Hafn human, que se preocupa de asistir y visitar a prisioneros, se compromete contra la discriminación de personas con VIH y de personas enfermas de sida y participa en grupos básicos tales como Club Plus, Asociación vienesa de autoayuda y Trabajo social de abajo. Desde 1995 a 1997 fue presidente del Foro austriaco Lésbico y Gay (ÖLSF) y fuerte impulsor de la primera marcha del arcoíris del Austria (Regenbogenparade) en la principal calle vienesa, la Ringstrasse. En el año 1998 comienza su trabajo social a favor de las personas sin hogar.
Desde el 2000 dirige Lighthouse Wien en el cual encuentran cobijo mayoritariamente personas sin hogar con fuertes traumas, casi la mitad de las personas están infectadas con el HIV. En el 2002 se recibe como pedagogo sexual, así como consejero de vida, 2010 como terapeuta analítico grupal. Desde el 2009 dirige un grupo analítico de grupo sólo para hombres.

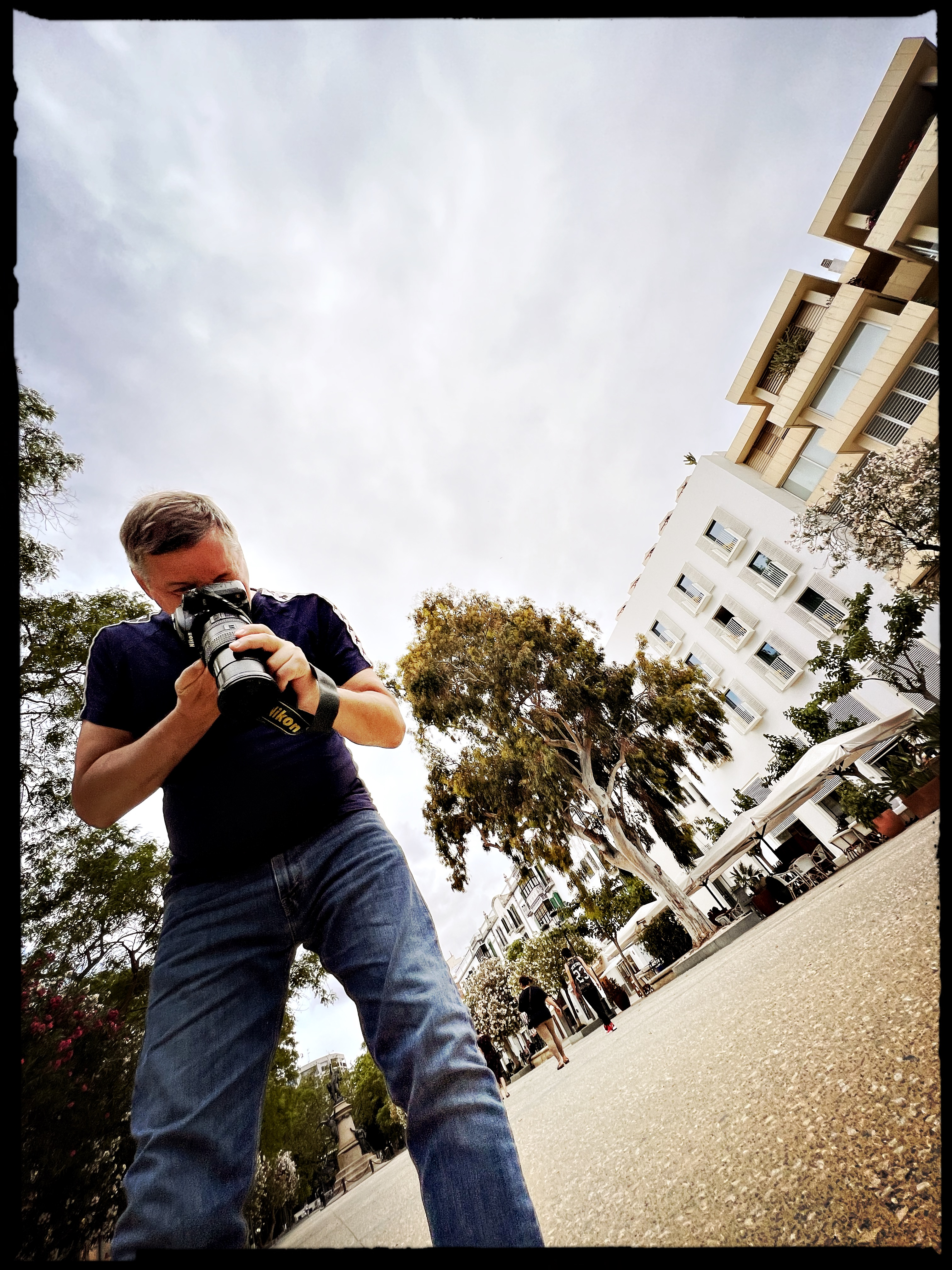
Fotografiando piedras de la memoria en Ibiza, 2023
Foto: Francisco Peralta Torrejón

También trabaja como fotógrafo, sobre todo en la ópera y en las manifestaciones. Por ejemplo, ha fotografiado producciones de ópera en Barcelona, Madrid, Sevilla y Valencia, en la Scala de Milán, la Ópera Estatal de Viena, en los festivales de Bayreuth, Salzburgo y Glyndebourne, en Berlín, Múnich, Venecia, Londres, París, Chicago, Sydney y Tokio.
Desde 2015, junto a Francisco Peralta Torrejón, ha estado documentando los Stolpersteine (piedras de tropiezo) que Gunter Demnig colocó por toda Europa.

## Publicationes
- (ed.) Wiener Blut '83: Eine Gesellschaftskomödie mit Paten und Kindern, Wien 1983.
- (ed.) Marcus Leatherdale. Con textos de Kathy Acker y Christian Michelides. Wien 1983.
- (ed.) Fotografie '83. Austria's first photography art fair, Wien 1983.
- (ed.) Lothar Rübelt: Das Geheimnis des Moments. [El Segreto del Momento], exposición al Albertina, Wien 1985
- (ed.) Memorandum über die Stiftungen des Alfred C. Toepfer und deren Zusammenarbeit mit der Universität Wien. Wien 1991, 3. edition

## Internet
- Wikimedia Commons alberga una categoría multimedia sobre Christian Michelides.
- Lighthouse Wien, website
- Praxis Löwengasse, website